# Houten (Países Baixos)
Houten é um município dos Países Baixos, situado na província da Utreque. Tem 58,99 km² de área e sua população em 2020 foi estimada em 50.290 habitantes.

## História

### Época medieval
Duas povoações datadas do início da época medieval foram escavados no sudeste de Houten. Nestes locais, artefactos Francos foram encontrados, principalmente moedas.
Os primeiros registos de uma povoação com o nome Houten advêm de manuscritos produzidos no século IX. São também mencionadas as aldeias de Tuur e Loerik, sendo a segunda atualmente um bairro na cidade de Houten.

### Criação e evolução territorial do município
A região de Houten estava, até ao final do século XVIII, dividida em vários domínios feudais. Estas unidades administrativas foram substituídas em 1798, após a implementação da República Batava, pelos municípios de Houten, Schalkwijk, e Tull n 't Waal. Em 1818, o município de Houten foi subdividido, com a criação dos municípios de Oud-Wulven e Schonauwen, e foi depois reconstituído em 1857. Já na segunda metade do século XX, em 1962, também os municípios de Schalkwijk e Tull n 't Waal foram incorporados, deixando o município de Houten com a sua extensão territorial atual.